# Stygnus aggerum
Stygnus aggerum – gatunek kosarza z podrzędu Laniatores i rodziny Stygnidae.

## Występowanie
Gatunek wykazany z Wenezueli.